# Johan Michael Keyser
Johan Michael Keyser (født 15. januar 1749 på Bragernæs, død 1. december 1810 i Kristiansand) var en norsk biskop. Han  var far til universitetshistorikeren Fredrik Wilhelm Keyser, historikeren Rudolf Keyser og teologen Christian Nicolai Keyser, samt onkel til fysikeren og kemikeren Jens Jacob Keyser.
Faderen, Christen Nielsen, var købmand, moderen, Anne Rosine, født Keyser (død 1754), var datter af en vinhandler fra Frankfurt. Da han tidlig blev forældreløs, kom han i huset til mormoderen, der satte ham i skole hos præsten Peder Hesselberg, en fremtrædende repræsentant for den herrnhutiske retning i Norge. I 1763 blev han sendt til Frederiksborg Skole, hvorfra han dimitteredes 1765, og fik examen philosophicum 1766. Fattigdom nødede ham til at drage hjem til Norge som Huslærer, og først efter 2 1/2 år kunne han atter drage til København, hvor informationer atter optog hans tid. 5 år havde han været huslærer hos møntdirektør Knoph, da han fik tilbud om at ledsage 2 unge grever Wedel fra Ostfriesland til Halle. Sygdom og vanskeligheden ved at styre de unge grevers økonomi nødede ham snart til at vende tilbage til København, hvor han 1777 fik attestats. Hjemkommen til Norge vandt han snart biskop Schmidts yndest og blev ved hans anbefaling 1777 residerende kapellan til Ullensaker, hvor han forblev til 1791, da han blev sognepræst til Oslo og Tugthuset. Her havde han den smerte, at Oslo Hospital med kirken brændte 1794, hvorpå han flyttede ind til Kristiania, hvor han året efter blev udnævnt til slotspræst og sognepræst til Aker. Her fik han efter plan af den residerende kapellan Peder Juul (1804) i stand en bedre ordning af fattigvæsenet, hvorved indtægterne forøgedes, og – som hans eftermand Pavels siger – sognet bebyrdedes med mange indstrømmende fattiglemmer. Færdig med dette ville han begynde på en forbedret ordning af skolevæsenet, da han 12. juli 1805 uventet blev kaldet til Kristiansands bispestol. Han var en mild, sagtmodig, gennempastoral personlighed, der vandt hjerterne overalt. Som prædikant fik han af sin biskop 1777 det vidnesbyrd, at de enfoldige kunde forstå ham, og de lærde kededes ikke ved at høre ham. I de prædikener fra hans senere år, der findes, ses han at have lagt sig efter det moraliserende foredrag, hvori han uden at afvige fra kristendommens grundsandheder stundum optager rationalistiske talemåder. Som biskop var han den hele tid så sygelig, at han kun lidet fik udrettet.